# Telothyria pacata
Telothyria pacata är en tvåvingeart som först beskrevs av Wulp 1890.  Telothyria pacata ingår i släktet Telothyria och familjen parasitflugor. Inga underarter finns listade i Catalogue of Life.